# 1607 au théâtre
| Années du théâtre : 1604 - 1605 - 1606 - 1607 - 1608 - 1609 - 1610    |
| Décennies du théâtre : 1570 - 1580 - 1590 - 1600 - 1610 - 1620 - 1630 |

## Événements
- 1er décembre : première « troupe de théâtre » officielle  en France, par acte d'association des comédiens du roi sous la direction de Valleran Le Conte, à l'Hôtel de Bourgogne.
- L'actrice Rachel Trépeau entre dans la troupe de Valleran Le Conte à Paris.

## Pièces de théâtre publiées
- Les Œuvres de Sénèque traduites en français par Mathieu Chalvet, Paris, L’Angelier.
- La Tragédie du vengeur (The Revenger's Tragedy), tragédie de vengeance, publiée à Londres sans nom d'auteur par George Eld (attribuée à Thomas Middleton après l'avoir longtemps été à Cyril Tourneur).
- A Woman Killed with Kindness (« Une femme tuée par la douceur »), pièce réaliste de Thomas Heywood, qui préfigure le drame bourgeois.

## Pièces de théâtre représentées
- La Mort d'Achille et Coriolan, tragédies d'Alexandre Hardy.
- The Knight of the Burning Pestle (le Chevalier de l’ardent pilon), comédie satirique de John Fletcher et de Francis Beaumont, Blackfriars Theatre, Londres.

## Naissances
- 4 octobre : Francisco de Rojas Zorrilla, auteur dramatique espagnol, mort le 23 janvier 1648.
- 24 octobre : Edme Villequin, dit De Brie, acteur français, membre de la Troupe de Molière, mort le 9 mars 1676.